# سونيك القنفذ (فلم)
سونيك القنفذ (بالإنجليزية: Sonic the Hedgehog ؛ باليابانية: ソニック・ザ・ムービー) هو فيلم كوميدي أكشن ومغامرات مبنية على سلسلة ألعاب فيديو القنفذ سونيك الذي تنشرها سيجا، الفلم من إخراج جيف فاولر وبطولة بين شوارتز وجيمس مارسدن وتيكا سومبتير وجيم كاري. الفيلم من توزيع شركة باراماونت بيكتشرز صدرت في 25 يناير,2020 على مسرح باراماونت.

## التاريخ
بدأ تطوير فيلم سونيك في التسعينيات لكنه لم يترك مرحلة التخطيط حتى حصلت سوني على الحقوق في عام 2013. أُحضر فاولر إلى الإخراج في عام 2016. بعد أن وضعت سوني المشروع في مرحلة التحول، واستحوذت عليه شركة باراماونت في عام 2017. تم التوقيع على الممثلين بحلول أغسطس 2018، وكان التصوير الرئيسي بين سبتمبر وأكتوبر من ذلك العام في فانكوفر وجزيرة فانكوفر. بعد رد الفعل السلبي على الكشف الأول عن ظهور سونيك في أبريل من عام 2019، أجلت شركة باراماونت إصدار الفيلم لمدة ثلاثة أشهر، واستغرق الأمر خمسة أشهر لإعادة تصميم سونيك في غضون ذلك.
عُرض الفيلم لأول مرة في استوديو باراماونت بيكتشرز في 25 يناير 2020، قبل طرحه في الولايات المتحدة يوم 14 فبراير. وسجل الرقم القياسي لأكبر افتتاح في عطلة نهاية الأسبوع لفيلم لعبة فيديو في الولايات المتحدة وكندا وحقق 319 مليون دولار في جميع أنحاء العالم، ليصبح سادس أعلى فيلم ربحًا لعام 2020، وكان الفيلم الأكثر ربحًا لألعاب الفيديو على الإطلاق في أمريكا الشمالية حتى عام 2022، عندما تم تجاوزه من خلال تكملة الفيلم. تلقى الفيلم آراء إيجابية في الغالب من النقاد، الذين أشادوا بتسلسل الحركة، والعروض (خاصة مارسدن وكاري)، والتأثيرات المرئية، وإعادة تصميم سونيك وسحرها، لكنهم انتقدوا سيناريو الفيلم، ونقص الطموح، ووضع المنتج. أُصدر الجزء الثاني في عام 2022، بينما من المقرر إطلاق الجزء الثالث في عام 2024. وهناك سلسلة عرضية من بطولة كنوكلز قيد التطوير.

## القصة
تتكلم قصة الفيلم عن بلدة صغيرة يديرها الشريف توم فاتشوفسكي الذي يطلب مساعدة سونيك من أجل القبض على المجرم دكتور إغمان.
على كوكب بعيد، يتعرض سونيك، وهو قنفذ أزرق صغير مجسم يمكنه الجري بسرعة تفوق سرعة الصوت، لهجوم غير متوقع من قبيلة إيكيدنا. أعطاه الوصي، وهو بومة مجسمة تدعى لونجكلاو، كيسًا من حلقات الالتواء التي تفتح بوابات للكواكب الأخرى. إنها تستخدم واحدًا لإرساله إلى الأرض أثناء بقائها في الخلف لصد القنفذ، تاركة وراءها سونيك.
بعد عشر سنوات، يتمتع سونيك بحياة سرية تحت بلدة جرين هيلز الريفية في مونتانا، لكنه يتوق إلى تكوين صداقات. إنه يعبد العمدة المحلي توم واتشوسكي وزوجته مادي، غير مدركين أن الزوجين سينتقلان إلى سان فرانسيسكو حيث يخطط توم لقبول وظيفة مع SFPD. في إحدى الليالي، كان سونيك مستاءً من وحدته أثناء لعب البيسبول بمفرده، وأثناء الجري بسرعات عالية، تسبب بطريق الخطأ في حدوث نبضة كهرومغناطيسية تسبب انقطاعًا هائلاً في الطاقة عبر شمال غرب المحيط الهادئ. تستعين وزارة الدفاع الأمريكية على مضض لتحديد السبب بخدمات عالم الروبوتات غريب الأطوار والعبقرية العلمية الدكتور روبوتنيك. نظرًا لأنهم يريدون صيده، خطط سونيك على مضض لمغادرة الأرض لكوكب مختلف يتكون فقط من الفطريات. اكتشف توم سونيك في كوخه وقام بتهدئته، مما تسبب في قيام سونيك بإسقاط حقيبته من الخواتم بطريق الخطأ عبر بوابة إلى سطح برج ترانس أمريكا بيراميد، عند قراءة الكتابة على قميص توم، قبل أن يغمى عليه.
يوافق توم بتردد على مساعدة سونيك ويفران عندما واجها روبوتنيك، الذي وصف توم كذباً بأنه إرهابي محلي. يترابط الاثنان ببطء، مع توم فيما يتعلق برغبة سونيك في الأصدقاء. ينشئ سونيك قائمة اماني ويساعده توم في إكمال العديد من الإدخالات طوال رحلتهم. في هذه الأثناء، اكتشف روبوتنيك أن إحدى ريشات سونيك تحتوي على كمية غير محدودة تقريبًا من الطاقة الكهربائية، يخطط لالتقاط سونيك لاستخدام قواه في أجهزته. أثناء تعقبهم، تمكن سونيك وتوم من محاربة العديد من الطائرات الآلية التي أرسلها روبوتنيك، لكن سونيك أصيب في المعركة. عند وصوله إلى سان فرانسيسكو، أحضر توم سونيك إلى مادي، التي تعالجه في منزل أختها راشيل. يتلقى سونيك زوجًا جديدًا من الأحذية الرياضية الحمراء ليحل محل أحذيته المدمرة.
تتوجه المجموعة إلى سطح البرج وتستعيد الحلقات مع وصول روبوتنيك في حوامات هجومية متقدمة مدعومة بالريشة، وهي الآن ترتدي بدلة طيران حمراء وزهرية ونظارات طيران حمراء. يحارب سونيك طائرات روبوتنيك بدون طيار، مستخدمًا على عجل إحدى حلقات وارب الخاصة به لإعادة توم ومادي إلى مزرعة جرين هيلز لحمايتهم ؛ ومع ذلك، يستخدم روبوتنيك قوة الريشة لمطابقة سرعة سونيك.
يحارب سونيك روبوتنيك في مطاردة عبر العالم باستخدام حلقات الانتقال قبل أن يقوم روبوتنيك بإخضاع سونيك في جرين هيلز. يتدخل توم وسكان المدينة، ويعترف توم بأن سونيك صديقه، مما يجعل سونيك يستعيد قوته. يستعيد سونيك قوة الريشة من روبوتنيك، مما يضعف حواماته. باستخدام هجومه الدوراني القوي، يقضي سونيك على حوامات روبوتنيك ويهزمه من خلال إبعاده في بوابة حلقة الالتواء إلى كوكب الفطر.
بعد الحادث، قرر توم ومادي البقاء في جرين هيلز والسماح لسونيك بالعيش معهم، ومعاملته على أنه ابن بديل. تمحو الحكومة جميع الأدلة على الأحداث، بما في ذلك سجلات وجود روبوتنيك، ومكافأة توم و مادي ببطاقة هدايا حديقة الزيتون كعلامة صغيرة للامتنان. بعد ثلاثة أشهر، لا يزال روبوتنيك يمتلك ريشة سونيك والمعدات القابلة للاستخدام التي أُنقذت من بقايا حواماته، ويخطط لعودته والانتقام من سونيك و توم و مادي.
في مشهد منتصف الاعتمادات، يظهر الثعلب تايلز ذو الذيلين من بوابة حلقة على الأرض بحثًا عن سونيك.

## البطولة
- بين شوارتز بدور سونيك.[2]
- جيمس مارسدن بدور الشريف توم فاتشوفسكي
- تيكا سومبتير
- جيم كاري بدور دكتور إغمان.[3]
- لي ماجوب بدور ستون
- فرانك تيرنر س. بدور كرايزي كارل
- أدم بالي
- ناتاشا روثويل
- نيل ماكدونو
- ديبس هوارد
- إلفينا لوك

## وصلات خارجية
- مقالات تستعمل روابط فنية بلا صلة مع ويكي بيانات

لا توجد روابط لمواقع التواصل الاجتماعي.